# ZPP (복잡도)
계산 복잡도 이론에서 복잡도 종류 ZPP(오차 없는 확률적 다항시간, Zero-error Probabilistic Polynomial time)는 다음과 같은 성질을 지니는 확률적 튜링 기계가 존재하는 문제로 이루어진 집합이다.
- 항상 올바른 '예' 또는 '아니오' 답을 내놓는다.
- 최대 실행시간은 정해져 있지 않으나, 어떠한 입력에 대해서도 평균 다항 시간에 실행한다.

이는 문제 크기가 n이면 평균 실행 시간이 p(n)보다 작게 되는 다항식 p(n)이 존재한다는 뜻도 된다. (평균 실행 시간이 그렇다는 것이고, 각 실행은 훨씬 오래 걸릴 수 있다.)
ZPP에 속한 알고리즘은 항상 올바른 답을 내놓는다. (이러한 알고리즘을 라스베이거스 알고리즘이라고 한다.)
다른 식으로 정의할 수도 있다. ZPP란 다음과 같은 성질을 지니는 확률적 튜링 기계가 존재하는 문제의 복잡도 종류이다.
- 항상 다항 시간에 실행을 마친다.
- '예', '아니오', '알 수 없음' 중 하나를 답으로 내놓는다.
- 답은 '알 수 없음'이거나 정답이어야 한다.
- 정답이 '예'라면 1/2 확률로 '예'를 답으로 내놓는다.
- 정답이 '아니오'라면 1/2 확률로 '아니오'를 답으로 내놓는다.

이 정의는 앞에서 제시한 정의와 동등하다.
ZPP의 정의는 확률적 튜링 기계에 바탕을 둔다. BPP나 RP도 바탕을 같이한다. 그러나 BQP 같은 복잡도 종류는 다른 종류의 확률적 기계인 양자 컴퓨터에 바탕을 두고 있다.

## 교집합으로 한 정의
ZPP는 RP와 co-RP의 교집합과 정확히 일치한다. 이것을 ZPP의 정의로 삼기도 한다. 이것을 보이기 위해서는 먼저, RP와 co-RP에 둘 다 속하는 문제라면 모두 아래 설명한 라스베이거스 알고리즘이 존재한다는 점을 언급할 필요가 있다.
1. RP 알고리즘 A와 co-RP 알고리즘 B를 받아들이는 언어 L이 존재한다고 하자. (A와 B는 완전히 다른 알고리즘일 수도 있다.)
2. L에 입력이 하나 들어오면 먼저 A 알고리즘을 실행한다. 결과가 '예'라면 답도 반드시 '예'이다.
3. A 알고리즘의 결과가 '예'가 아니면 같은 입력에 대해 B 알고리즘을 실행한다. 결과가 '아니오'이면 답은 반드시 '아니오'이다.
4. B 알고리즘의 결과가 '아니오'가 아니면 A 알고리즘을 실행하는 단계로 돌아간다.

두 기계 중 하나만 틀린 답을 내 놓을 수 있고, 한 반복에서 틀린 답이 나올 확률은 50%이다. 이것은 k번째 반복까지 갈 확률이 k에 대해 지수적으로 줄어듦을 뜻하고, 실행 시간의 기댓값은 다항 시간이 된다. 그러므로 RP와 co-RP의 교집합은 ZPP에 포함된다.
반대 방향으로 ZPP가 RP와 co-RP의 교집합에 포함됨을 보이기 위해서, ZPP에 속하는 라스베이거스 알고리즘 C가 있다고 가정하자. 그러면 다음과 같은 RP 알고리즘을 만들 수 있다.
- C를 적어도 평균 실행 시간의 두 배만큼 실행한다. 만약 답이 나오면, 그것을 답으로 내놓는다. 나오지 않으면 '아니오'를 답으로 낸다.

마르코프 부등식에 따르면 이 알고리즘이 멈출 때까지 C가 답을 못 낼 확률은 1/2 이하이다. 이것은 답이 '예'인 입력이 왔을 때, 실행을 멈추고 '아니오'라는 틀린 답을 낼 확률이 1/2을 넘지 않는다는 뜻이다. 이는 RP의 정의에 딱 맞는다. C가 답을 내지 못했을 때 '예'를 출력하는 것으로 바꾸면, ZPP가 co-RP에 속한다는 것도 같은 식으로 증명할 수 있다.

## 관련 복잡도 종류
ZPP=RP ∩ co-RP이기 때문에 ZPP는 RP와 co-RP 둘 다에 속한다.
P는 ZPP에 속하고, 몇몇 컴퓨터 과학자는 P=ZPP일 것으로 추측한다. 즉, 모든 라스베이거스 알고리즘에는 동등한 결정론적 다항 시간 알고리즘이 존재한다는 것이다.
ZPP = EXPTIME인지는 아직 밝혀지지 않았다. (같을 가능성은 거의 없어 보인다.) P ≠ EXPTIME이므로 P=ZPP임이 밝혀지면 ZPP ≠ EXPTIME임이 증명된다.